# Madžd al-Kurúm
Madžd al-Kurúm (hebrejsky מַגְ׳ד אל-כֻּרוּם‎, arabsky مجد الكروم‎, v oficiálním přepisu do angličtiny Majd al-Kurum, přepisováno též Majd al-Krum) je místní rada (malé město) v Izraeli, v Severním distriktu, které bylo v letech 2003–2009 součástí města Šagor.

## Geografie
Leží v nadmořské výšce 225 m, v Bejtkeremském údolí na pomezí Dolní a Horní Galileje. Město se rozkládá na úpatí prudkého terénního zlomu Matlul Curim, který z dna údolí stoupá o několik set metrů na náhorní planiny Horní Galileje. Je odvodňováno tokem Nachal Šagor. Západně od města končí Bejtkeremské údolí vrchem Har Gamal. Na jih od města z něj mezi vrchy Har Karmi a Har Gilon vybíhá ještě nevelké boční údolí Bik'at Meged.
Nachází se cca 18 kilometrů východně od města Akko, cca 105 kilometrů severovýchodně od centra Tel Avivu a cca 28 kilometrů severovýchodně od centra Haify, v hustě zalidněném pásu. Osídlení v tomto regionu je smíšené. Vlastní město Madžd al-Krum společně se sousedními městy Dejr al-Asad a Bi'ina je osídleno izraelskými Araby, stejně jako mnohá sídla v okolí. Na jihovýchod odtud leží ale větší židovské město Karmi'el. Další menší židovská sídla vesnického typu (Tuval, Pelech, Gilon nebo Curit) jsou rozptýlená na návrších jižně a severně od Madžd al-Krum.
Madžd al-Krum je na dopravní síť napojen pomocí dálnice číslo 85, která ve východozápadním směru propojuje Akko a oblast okolo Galilejského jezera. Souběžně s dálnicí vede nová železniční trať Akko–Karmiel. Provoz na nové železniční trati byl zahájen 20. září 2017. Nemá zde ovšem zatím stanici, ta je v sousedním městě Karmiel.

## Dějiny
Ve starověku zde stála židovská vesnice Bejt Kerem, která dala jméno zdejšímu údolí. Později byla osídlena muslimskými Araby. Během první arabsko-izraelské války zde měl tábor vůdce arabských dobrovolnických sil Fauzí al-Kaukdží. Oblast byla ale koncem října 1948 dobyta v rámci operace Chiram izraelskou armádou, stejně jako celá přilehlá oblast centrální a severní Galileje.
Část obyvatel pak uprchla, ale do obce naopak dorazili noví obyvatelé – Arabové vysídlení z okolních vesnic. Po roce 1948 se Madžd al-Kurúm rozrůstal a roku 1964 získal status místní rady (menšího města). Zemědělství mezitím ztrácelo pro místní ekonomiku původní význam. Obec se stala výrazným regionálním centrem. Konají se tu folklorní festivaly a vychází tu časopis o arabské kultuře.
V roce 2003 v rámci reformy samosprávy došlo k sloučení místních rad Madžd al-Kurúm, Dejr al-Asad a Bi'ina do jedné obce, pro kterou byl zvolen název Šagor. Ta byla v roce 2005 povýšena na město. Unie se ovšem neosvědčila a sloučené město se potýkalo s ekonomickými potížemi. Radnici chyběl profesionální úřednický sbor, jednotlivé městské části se vzájemně obviňovaly z neúměrného preferování jedné či druhé, nedařilo se vybírat komunální daně. Zhroutil se systém odvozu komunálního odpadu a kanalizace. Splašky tak po dlouhou dobu znečišťovaly vádí Nachal Šagor poblíž města. Kvůli dluhu u vodárenské společnosti Mekorot byla do Šagor opakovaně přerušena dodávka pitné vody. V roce 2008 bylo proto rozhodnuto, že dojde k opětovnému osamostatnění všech tří původních obcí, ve kterých měly v srpnu 2009 proběhnout komunální volby.

## Demografie
Madžd al-Kurúm je město s ryze arabskou populací s převahou muslimů. Jde o středně velké sídlo městského typu s trvalým růstem. K 31. prosinci 2017 zde žilo 15 100 lidí.
| Rok            | 1922 | 1931  | 1945  | 1955  | 1961  | 1972  | 1983  | 1995  | 2000   | 2001   | 2002   | 2009   | 2010   | 2011   | 2012   | 2013   | 2014   | 2015   | 2016   | 2017   |
| -------------- | ---- | ----- | ----- | ----- | ----- | ----- | ----- | ----- | ------ | ------ | ------ | ------ | ------ | ------ | ------ | ------ | ------ | ------ | ------ | ------ |
| Počet obyvatel | 889  | 1 006 | 1 400 | 2 500 | 2 835 | 4 390 | 6 242 | 9 118 | 10 800 | 11 100 | 11 400 | 11 535 | 13 800 | 13 800 | 14 000 | 14 200 | 14 500 | 14 800 | 14 800 | 15 100 |

* údaje za roky 1955, 2000, 2002 a od roku 2010 zaokrouhleny na stovky